# بليحاء بيضاء
البليحاء البيضاء أو الخُزَام الأبيض أو ذيل الخروف أو جَلْبَهَنك أو سمسم بري أو عشبة الخروف أو قَرَنفُل (باللاتينية: Reseda alba) نوع نباتي من جنس البليحاء.

## الموئل والانتشار
موطنها جميع مناطق حوض البحر الأبيض المتوسط من المشرق العربي ووادي النيل والمغرب العربي وتركيا وأوروبا.

## الوصف النباتي
نبات عشبي.

## مرادفات للاسم العلمي
- (باللاتينية: Eresda alba (L.) Spach)
- (باللاتينية: Tereianthes alba (L.) Raf.)

## مرادفات غير مقبولة للاسم العلمي
- (باللاتينية: Reseda plinii Bubani, nom. illeg.)